# The Crusher
The Crusher is het derde album van Amon Amarth, uitgebracht in 2001 door Metal Blade.

## Track listing
1. Bastards of a Lying Breed - 5:33
2. Masters of War - 4:34
3. The Sound of Eight Hooves - 4:50
4. Risen from the Sea - 4:26
5. As Long as the Raven Flies - 4:04
6. A Fury Divine - 6:35
7. Annihilation of Hammerfest - 5:02
8. The Fall Through Ginnungagap - 5:21
9. Releasing Surtur's Fire - 5:29
10. Eyes of Horror - 3:34 [Bonus track] (Possessed Cover)